# IC 5112
IC 5112 — галактика типу * (зірка) у сузір'ї Пегас.
Цей об'єкт міститься в оригінальній редакції індексного каталогу.